# سه حکیم مسلمان
سه حکیم مسلمان کتابی از سیّد حسین نصر دربارهٔ ابن سینا و سهروردی و ابن عربی است.